# Hanns Werner Schwarze

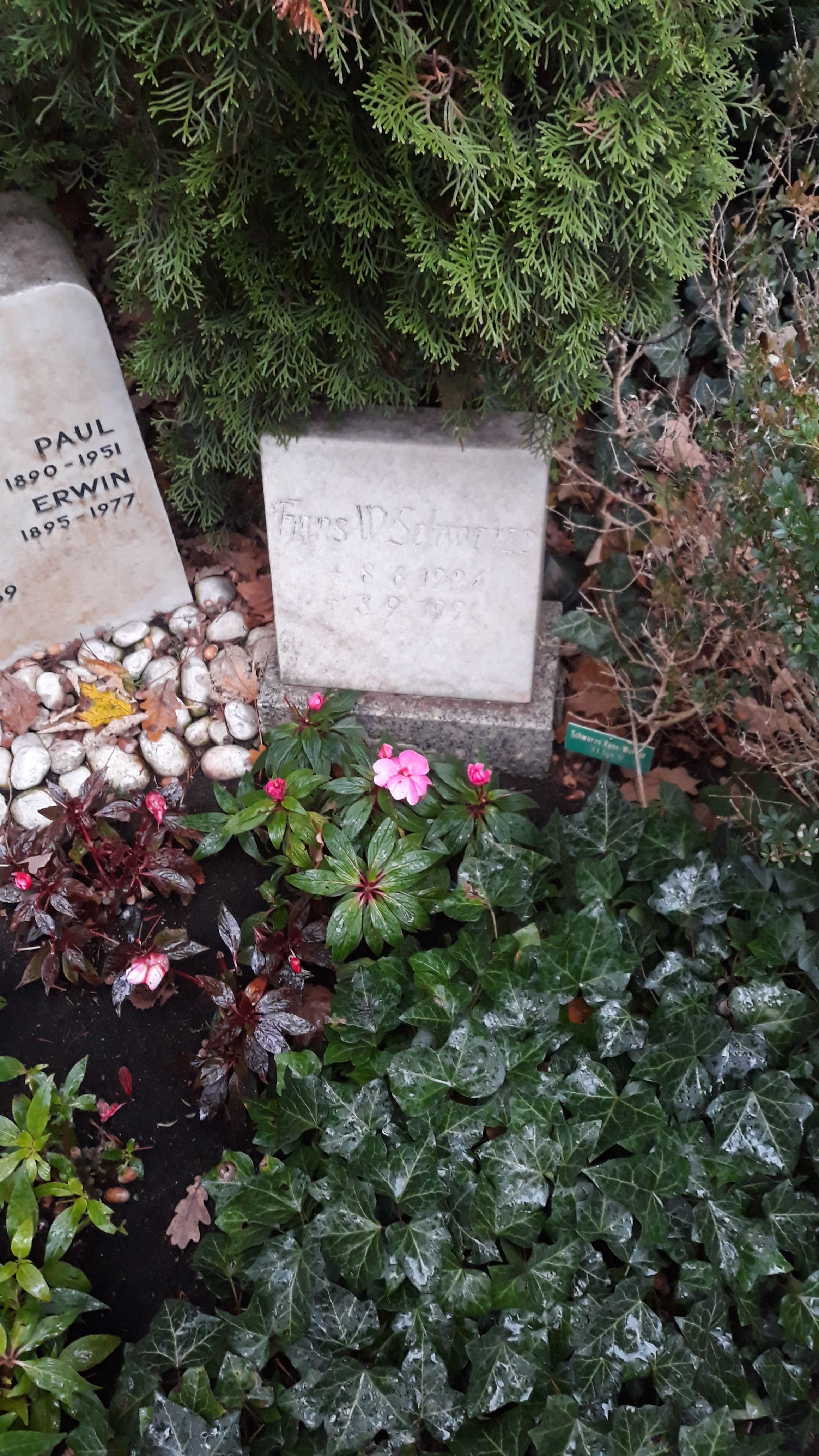
Das Grab von Hanns Werner Schwarze auf dem Evangelischen Laurentius-Friedhof in Berlin-Köpenick.

Hanns Werner Schwarze (* 8. Juni 1924 in Berlin; † 3. September 1991 ebenda) war ein deutscher Rundfunkjournalist, Hochschullehrer und Schriftsteller.

## Leben
Hanns Werner Schwarze wuchs als Sohn eines Handwerkers im Berliner Stadtbezirk Köpenick auf. Nach dem Besuch der Oberschule wurde er im Jahr 1942 zum Kriegsdienst in der Wehrmacht eingezogen, wo er zuletzt im Rang eines Leutnants diente.

### RIAS Berlin
Nach Kriegsende entschied sich Hanns Werner Schwarze beruflich für den Journalismus und wurde beim RIAS, dem Rundfunk im amerikanischen Sektor, in West-Berlin tätig. Bereits im Jahr 1953 wurde er Nachrichtenchef des RIAS, war Leiter einer Featuresendung und politischer Kommentator. Er galt als einer der „kalten Krieger“, die sich auf Ost- und Westseite eine Propagandaschlacht lieferten. Durch den Mauerbau am 13. August 1961, das „steingewordene Versagen aller Politik“, musste er sich den Realitäten stellen und die „eigene Phase als kalter Krieger“ überwinden, so sein späterer langjähriger Kollege Joachim Jauer.

### ZDF
Nach dem Wechsel zum Zweiten Deutschen Fernsehen 1962 wurde Schwarze kurzzeitig Leiter der Zentralredaktion des Magazins Report, ab 1963 jedoch erster Studioleiter des ZDF in Berlin (Oberlandstraße, Berlin-Tempelhof), das er gegenüber den UFA Studios mit aufbaute. Im Jahr 1966 lief die erste 20-minütige Ausgabe der von ihm konzipierten deutschlandweit ersten Fernsehsendung zu gesamtdeutschen Themen, die ZDF-Sendereihe drüben. Der Titel der Sendung nahm den allgemeinen Sprachgebrauch auf. Im Westen Deutschlands benannte man zu dieser Zeit den östlichen deutschen Teilstaat nicht als DDR, sondern dem Nachkriegsgebrauch folgend als Ostzone, Zone oder eben einfach als „drüben“.

Nationalitätenkennzeichen

Die sich daraus entwickelnde spätere ZDF-Sendung Kennzeichen D wurde ab dem Tag der Erstausstrahlung, dem 9. September 1971, von Schwarze geleitet und moderiert. Der Titel der Sendereihe Kennzeichen D ist auf das ovale weiße Nationalitätenkennzeichen für Kraftfahrzeuge zurückzuführen, das bis 1973 in beiden deutschen Teilstaaten ein „D“ trug. Erst ab 1. Januar 1974 ordnete die Regierung der DDR für ihr Hoheitsgebiet eine Änderung zu „DDR“ an, um auch auf diese Weise ihre Eigenstaatlichkeit zu unterstreichen.
Die von Schwarze maßgeblich konzipierte und gestaltete Sendereihe Kennzeichen D galt sowohl innerhalb des ZDF wie auch in der allgemeinen Beurteilung durch Zuschauer, Politik und andere Medien im Sinne politischer Ausgewogenheit als Gegenentwurf des ZDF-Magazins, das Gerhard Löwenthal leitete und moderierte. Den Arbeitsstil Schwarzes charakterisierte Jauer als „Handwerk, Geradlinigkeit und ironische Distanz“. 1977 erhielt Schwarzes Redaktion den Deutschen Kritikerpreis.
Hanns Werner Schwarze wurde mehrfach öffentlich von Franz Josef Strauß aufgefordert, von seiner Funktion zurückzutreten. Die CDU betrachtete ihn als „gesamtdeutscher Oberkritiker“, das Nachrichtenmagazin Der Spiegel als „letzter Giftzahn“ und „letzter Linksliberaler“ des ZDF. Innerhalb des ZDF sprach man von einer „Schwarze-Allergie“.
Die Regierung der DDR hingegen warf Schwarze „Revanchismus in Reinkultur“ vor, bezeichnete ihn gar als „Aggressor in Filzlatschen“. Die Redaktion und Moderation der Sendereihe Kennzeichen D wurde von Schwarze 1982 an Joachim Jauer übergeben. Nach 25 Jahren als Studioleiter übergab Schwarze am 1. Oktober 1988 an seinen Nachfolger Gustav Trampe.

### FU Berlin
Während seiner Zeit als ZDF-Studioleiter in Berlin war Schwarze auch Professor für Publizistik im Fachbereich Kommunikationswissenschaften der Freien Universität Berlin. Seine Seminare fanden zum Teil in den Räumen des ZDF statt, zudem ergaben sich für seine Studenten Mitwirkungsmöglichkeiten an ZDF-Produktionen.

### Schriftsteller
Schwarze war ab den frühen 1960er Jahren schriftstellerisch tätig und hat mehrere Bücher zu deutsch-deutschen bzw. gesamtdeutschen Fragen geschrieben. Darüber hinaus beteiligte er sich in diesem Kontext an der medienpolitischen Diskussion und äußerte sich zu seiner Auffassung von Demokratieverständnis.

### Engagements
Schwarze war über lange Jahre Präsidiumsmitglied des bundesdeutschen P.E.N.-Zentrums und bemühte sich zusammen mit Ingeborg Drewitz um eine Verständigung mit dem P. E. N. Zentrum der DDR.

## Auszeichnungen
Für die Regie von drüben bekam Schwarze 1971 beim Adolf-Grimme-Preis eine besondere Ehrung. Im Kontext seiner redaktionellen und zeitweise leitenden Tätigkeit für die Redaktion der ZDF-Sendereihe Kennzeichen D erhielt Schwarze zusammen mit seinem Kollegenkreis den Deutschen Kritikerpreis (1977) und den Gustav-Heinemann-Bürgerpreis für Verdienste um Freiheit und Gerechtigkeit (1978).

## Schriften
- Ärgernis oder Bindeglied? Was geht Berlin die anderen an? Rautenberg, 1961
- Deutsche in fremder Hand. Streiflichter aus Mitteldeutschland. Rautenberg, 1961
- Zs. mit Sebastian Haffner u. a.: Die Deutschlandfrage nach dem 13. August 1961. Referate des 12. Barsinghausener Gespräches vom 6. bis 8. Oktober 1961. Ein Tagungsbericht. Rautenberg, 1962
- Die DDR ist keine Zone mehr (1969). Kiepenheuer & Witsch, 1982, ISBN 3-462-00728-9.
- DDR Heute. Kiepenheuer & Witsch, 1970
- Zs. mit John M. Mitchell: The GDR Today. Life in the other Germany. Wolff, 1973

## Video
- Zeugen des Jahrhunderts: Heinrich Albertz im Gespräch mit Hanns Werner Schwarze, VHS-Video, ZDF 1986